# Eli Dionisi
Eli Dionisi (en llatí Aelius Dionysius en grec Αἴλιος Διονύσιος) va ser un retòric grec nascut a Halicarnàs que va viure al segle ii, en temps de l'emperador Hadrià.
Va ser també un teòric musical destacable i va escriure diverses obres sobre la música i la seva història. Se'l suposa descendent de Dionís d'Halicarnàs.
Les obres que se li atribueixen pels antics són:
- Un diccionari de paraules àtiques (Ἀττικὰ ὀνόματα 'Attiká onómata'), en 5 llibres. Foci parla molt bé d'aquesta obra i diu que en va fer una segona edició moli millorada. Per aquest llibre, a Eli Dionisi se l'anomenava aticista.
- Una història de la música (μουσικὴ ἱστορία 'Mousiké historía'), en 36 llibres. Suides diu que també parlava de músics i poetes de tota mena.
- Ῥυθμικά ὑπομνήματα ('Rythmiká hypomnémata', Tractat de rítmica), en 24 llibres segons Suides.
- Μουσικῆς παιδεία ἢ διατριβαί ('Mousikes paideía e diatríbai' Ensenyament i estudi de la música), en 22 llibres
- Una obra sobre el que Plató havia dit sobre la música, en 5 llibres.

Joannes Meursius li atribueix una obra, Περὶ ἀκλίτων ῥημάτων καὶ ἐγκλινομένων λέξεων ('Peri aklíton pemáton kaí énklinomenon léxeon' Expressions indeclinables i flexions de les paraules), però no diu en què es basa per fer-ho.